# Pseudalataspora meridionalis
Pseudalataspora meridionalis is een microscopische parasiet uit de familie Alatasporidae. Pseudalataspora meridionalis werd in 2002 beschreven door Kovaljova, Rodjuk & Grudney. 